# 필리프 빌링
필리프 애니안우 빌링 (Philip Anyanwu Billing, 1996년 6월 11일 ~ )는 덴마크의 축구 선수이며, 나폴리에서 중앙 미드필더로 뛰고 있다.